# Horní Taury

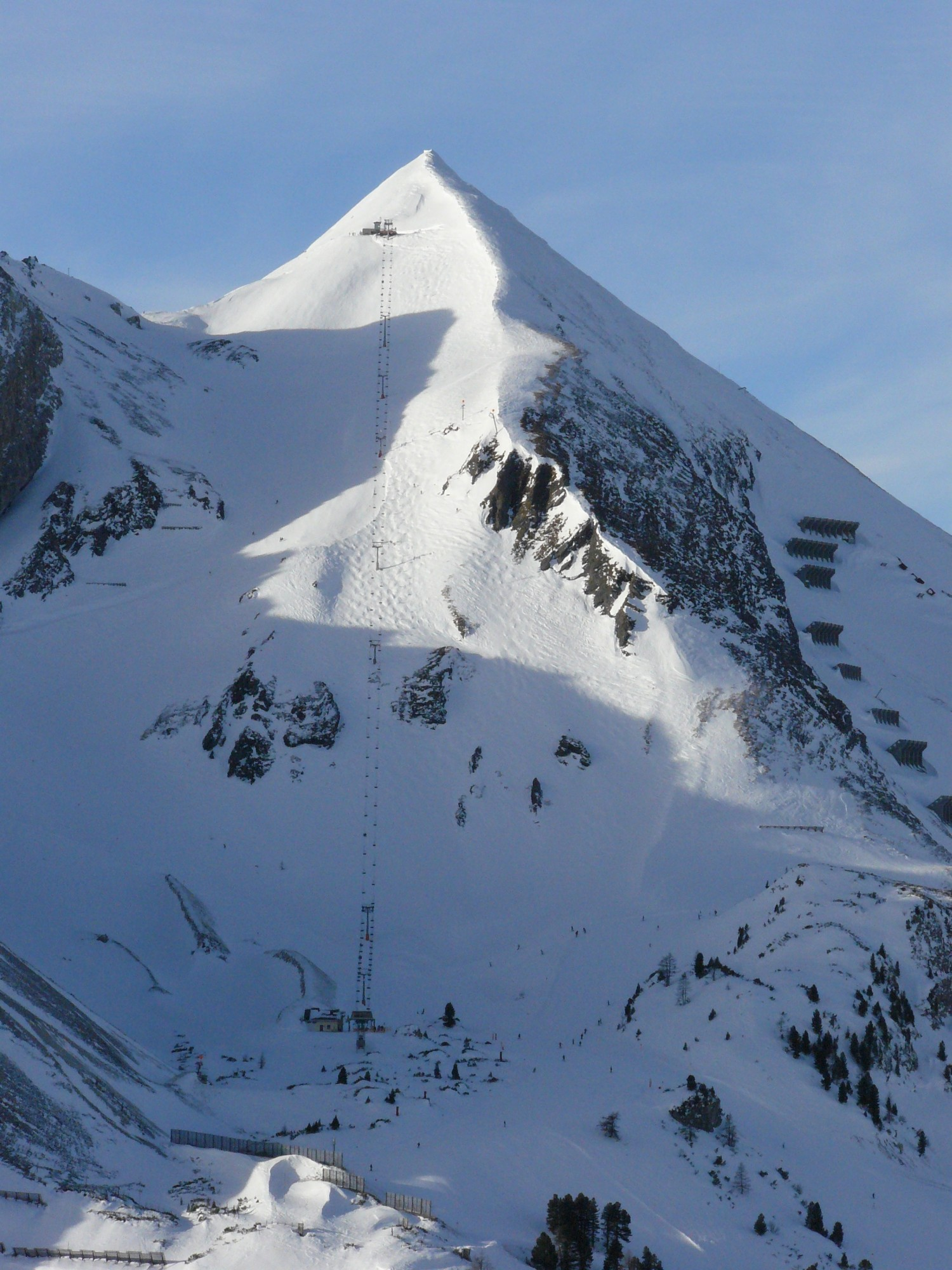
Gamsleiten 2 - nejstrmější sjezdovka v Horních Taurech

Horní Taury (německy Obertauern) jsou středně velké lyžařské středisko v pohoří Nízké Taury (přesněji v jejich části Radstadtské Taury), které se rozkládají ve spolkové zemi Salcbursku v Rakousku.  

## Geografie
Horní Taury se nacházejí na jihovýchodě Salcburska. Leží ve výšce 1655 – 2501 m n. m. v Radstadtských Taurách. Patří k okresům St. Johann im Pongau a Tamsweg, tím pádem se Horní Taury dělí na dva regiony: Pongau a Lungau. Dále jsou ještě známé obce Dolní Taury a Tweng.

## Historie

### Keltové a Římané
Horní Taury mají velmi dlouhou historii, která zasahuje až do období Keltů (4. – 1. století př. n. l.). Rovněž zde byla postavena římská cesta, která vedla skrze Taurský průsmyk (v Alpách) do města Juvavum (dnes Salcburk). Na této silnici byly nalezeny vyjeté kolejnice od povozů, které jezdily tam a zpět do Říma. Nálezy starých milníků svědčí o římanech, kteří tudy táhli. Výstavba této silnice se datuje přibližně do období vlády císaře Claudia (41 – 54 n. l.).

### Vznik
První určitá zmínka o Radstädter Tauern se objevila v roce 1207. Z roku 1224 pochází zpráva o malém kostelíčku v údolí Taur. Roku 1517 byly zmíněny „zween Wirten am Tauern“ (dva hostince v Taurech), domy Schaidberg a Wisenegg, které zde stojí dodnes. Následovala výstavba silnice určené pro vozy 1519. Roku 1764 byl za vlády Zikmunda Kryštofa ze Schrattenbachu zahájen provoz pošty ve Spodních Taurech a poštovní vůz sem jezdil dokonce dvakrát do týdne. To se roku 1870 zvýšilo na čtyřikrát týdně a roku 1895 na dvakrát denně. V roce 1902 se objevují v Taurách první lyžaři.

### Počátky turismu
Po první světové válce v roce 1920 přicházeli první lyžaři do Horních Taur pěšky. Zavazadla a náklady se sem dopravovaly na koňmi tažených sáních. V letech 1925 až 1927 se konaly první Taurské závody automobilů a motorek, které přilákaly množství diváků. „Narozeniny“ Horních Taur se datují na 8. prosince 1929, kdy byla poprvé zprovozněna pravidelná zimní doprava Taurským průsmykem. Roku 1948 byl zahájen provoz prvního „vleku“ na Seekarhaus. V letech 1948 – 1960 obsluhovali vlek lyžaři. Za jednu hodinu tahání získali 3 lístky na sjezd zdarma. Roku 1950 byly vystavěny silnice a protilavinové zábrany a spuštěn první vlek. Roku 1952 se začaly stavět celé vesnice plné ubytovacích a pohostinských zařízení. Mezi roky 1952 a 1961 bylo vybudováno mnoho lanovek a vleků.

### Zavádění elektřiny a osvětlení
V 50. letech stále ještě nevedlo do Horních Taur žádné elektrické vedení, a tak byly všechny domy napojeny alespoň na malou elektrárnu (ve státním protipožárním programu ). Když vypadla, musel každý použít svůj vlastní dieselový generátor. Tyto generátory, i když se nacházely ve sklepích, byly velmi hlučné a často běžely, ke smůle ubytovaných hostů, právě v noci. Po dlouhých jednáních pak bylo dne 10. července 1957 založeno družstvo pro osvětlení Horních Taur. Na konci podzimu 1958 pak mohlo být zařízení uvedeno do provozu. Vyskytl se však obdobný problém s pitnou vodou, které byl nedostatek. Takže došlo 22. července 1957 k založení vodárenského družstva. Avšak realizace plánů zabrala více času, než se původně očekávalo a teprve 7. července 1960 byl celý projekt hotov. Členy obou družstev byly známé hotely a politici z Horních Taur, Dolních Taur a Twengu. Tyto události byly základním požadavkem k výstavbě dnešních zimních i letních odpočinkových zařízení Horních Taur.

### Další rozvoj

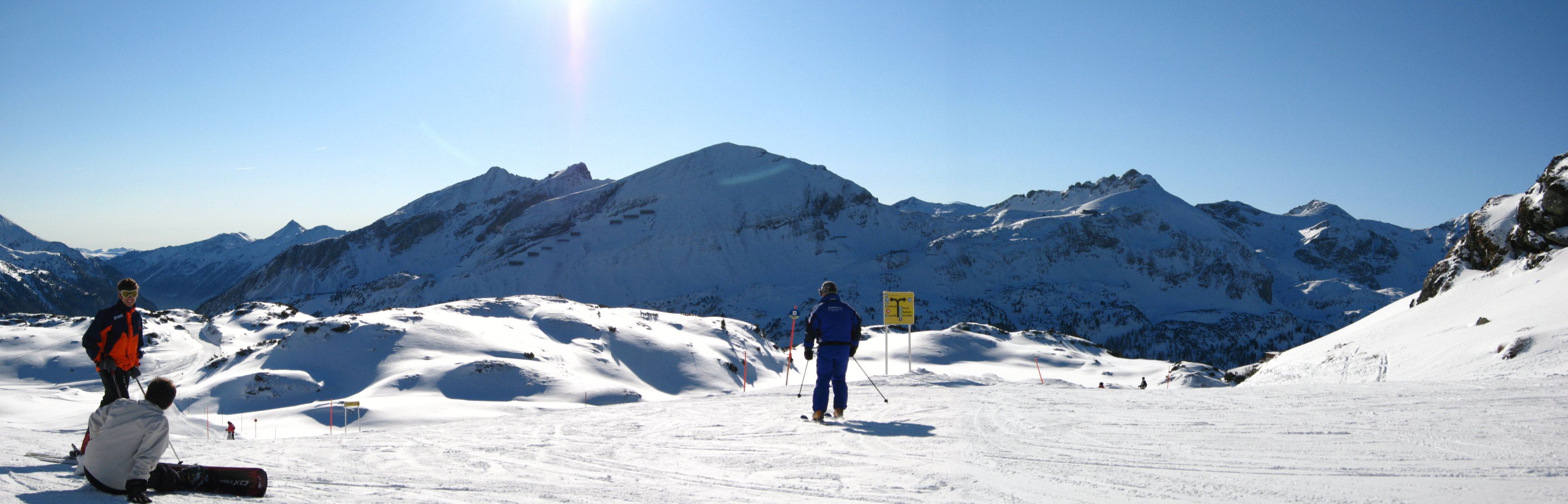
Lyžařský areál

V roce 1961 byla uvedena do provozu lanovka na Zehnerkar. Roku 1962 se stal název „Obertauern“ oficiálním názvem lokality. O rok později již byly nasazeny motorizované rolby.
Známá je také „Lidová lyžařská škola“ provozovatele hotelu Taverna Waltera Oberhummera, ve které byly vedle normálních vyučovacích hodin také hodiny lyžování.[zdroj?]
V roce 1965 vytvořili světoznámí Beatles část legendárního filmu „Help“ v Horních Taurách. Od roku 1967 se stavěly sjezdovky za pomoci bagrů. Tím pádem byl také odpovídajícím způsobem upravován terén, tak aby byl sjízdný pro zařízení sjezdovky. Napojováním jednotlivých zařízení vznikl roku 1969 předchůdce dnešního Taurského okruhu.

### 80. léta až dnes
V roce 1985 jsou uvedena do provozu první sněžná děla. V letech 1991–1998 bylo rovněž provedeno mnoho modernizací, jako například výstavbu večerního osvětlení nebo zavedení bezdotykového systému lyžařských permanentek. V prosinci roku 1999 vytvořil Christian Flühr rekord ve vytrvalostní jízdě na lyžích v Horních Taurách, a to téměř 3 dny (68:23 hodin) nonstop na lyžích (z Ameriky do Evropy). Další sezónu v únoru 2001 startoval Němec Christian Flühr ještě jednou ve světovém rekordu Taurského průsmyku a vytvořil další rekord s více než 4 dny strávenými bez přestávky na lyžích (103 hodin 21 minut), čímž vylepšil svůj několikanásobný rekord.
Avšak i v této době probíhají neustálé zlepšení lyžařského střediska Horních Taur na sjezdovkách, lanovkách i gastronomických zařízeních.

## Zimní sporty z Horních Taurách

### Lyžování a snowboarding
V Horních Taurách patří mezi nejoblíbenější sporty lyžování a snowboard. Každé pondělí a úterý se koná večerní lyžování od 19:00 do 22:00. Lyžařská oblast zahrnuje kolem 95 km upravených sjezdovek a 26 vleků, které obslouží za hodinu 46 058 osob. Vleky jsou v provozu 7 dní v týdnu, od 9:00 do 16:00 (od poloviny února do 16:30). Některá zařízení jsou v provozu ještě déle, aby přilákala hosty zpět do Taurského průsmyku. Doprava nelyžařů je možná pouze lanovkami na Zehnerkaru a Grünwaldu. Horské stanice obou těchto lanovek nabízejí vždy minimálně jednu restauraci. Jednodenní lyžaři mají možnost zaparkovat svoje auto na parkovací ploše v blízkosti sjezdovek. Zařízení vleků jsou sjednoceny ve sdružení vlekařů Horních Taur (Liftgemeinschaft Obertauern – LGO).

### Taurský okruh
Jelikož jsou lyžařská zařízení položena kolem celé oblasti, je možné udělat si tzv. Taurský okruh. K překonání dálnice byl postaven velkorysý lyžařský most. Taurský okruh může být započat na kterémkoliv vleku a zakončen na výstupních místech. Dobré označení umožňuje také jízdu na sjezdovkách mimo Taurský okruh. Sjezdovky jsou značeny barvami, které ukazují na obtížnost tratě. Modrá (59 %) znamená lehkou, červená (37 %) středně těžkou a černá (4 %) obtížnou trať.

### Běžky
Kromě nabídky pro lyžaře a snowboardisty, nabízejí Horní Taury také další sportovní aktivity. Návštěvníci mohou použít více než 18 km upravených běžeckých stop a procházkových cest. Běžkaři si za pěkného počasí užijí zejména trasy Gnadenalmloipe a Taurach. Běžkaři v dobré kondici mohou využít trasu světového poháru, na které trénuje například světový mistr Michael Botwinov.

## Horní Taury jako opěrný bod OH
Horní Taury zastávají oficiální postavení opěrného bodu Olympijských her, který si mohou vyzkoušet i návštěvníci. Jsou zde kromě jiného 3 haly na Squash, 3 plně automatizované bowlingové dráhy, 4 billiardové stoly, posilovny, fitness centra a víceúčelové haly. K tomu je zde k dispozici ještě vitalcentrum a specializovaná lékařská péče pro sportovce. Před průběhem světového poháru zde trénuje také Hermann Maier. K návštěvníkům Horních Taur můžeme počítat také Heinze Schilcheggera.

## Hřbitov bezejmenných
Vedle místního kostela se nachází Hřbitov bezejmenných. Tento název pochází z doby, kdy lidé procházeli Taurským průsmykem za špatného počasí a přišli tak o život. Tito lidé nemohli být identifikováni a byli proto pohřbeni bez toho, že by bylo známé jejich jméno. V současné době je tento hřbitov používán pro uložení místních občanů.